# Union Démocratique Centrafricaine
Die Union Démocratique Centrafricaine (Zentralafrikanische Demokratische Union, Abkürzung UDC) war eine politische Partei in der Zentralafrikanischen Republik.
Die UDC wurde von David Dacko im März 1980 auf einem Kongress gegründet. David Dacko sagte aus, dass die UDC eine Fortsetzung der Partei Mouvement pour l’évolution sociale de l’Afrique noire (MESAN) sei.
Die UDC war von 1980 bis 1981 die Einheitspartei innerhalb des Einparteiensystems im Land.